# Eduardo de Lázzari
Eduardo Néstor de Lázzari (1944/1945 - 19 de abril de 2021) fue un abogado y juez argentino, presidente de la  Suprema Corte de Justicia de la provincia de Buenos Aires entre los años 2004 y 2005, entre 2012 y 2013, y del 24 de abril de 2019 al 18 de abril de 2020.

## Biografía
Se graduó en la Facultad de Ciencias Jurídicas y Sociales de Universidad de La Plata (UNLP) en el año 1967. En la década de 1990 fue secretario de seguridad de la provincia de Buenos Aires durante la gobernación de Eduardo Duhalde, hasta que el asesinato del periodista José Luis Cabezas y las posteriores protestas lo obligaron a renunciar en enero de 1997. Fue nombrado Magistrado de la Corte Suprema de Justicia de Buenos Aires en 1997 por Duhalde. En el año 2019 tuvo algunas polémicas y conflictos con la entonces gobernadora de la provincial por el partido político PRO, María Eugenia Vidal, por oponerse a la designación de Sergio Torres como nuevo magistrado de la Corte a propuesta de Vidal. En segundo lugar, como entonces jefe de la Junta Electoral Provincial aceptó algunas candidaturas que fueron invalidadas, siendo acusado de aproximarse al kirchnerismo. 
Eduardo de Lázzari presentó su renuncia por jubilación a la Corte al gobernador de la provincia de Buenos Aires, Axel Kicillof, en febrero de 2021, luego de 24 años en el cargo, renuncia que se hizo efectiva 1 de marzo de 2021.
Se desempeñó también como profesor consulto en la Facultad de Ciencias Jurídicas y Sociales de la UNLP.
Murió por COVID-19 en el Hospital Italiano de La Plata el 19 de abril de 2021, a la edad de 76 años. 